# Alpské lyžování na Zimních olympijských hrách 2018 – sjezd ženy
Sjezd žen na Zimních olympijských hrách 2018 se konal ve středu 21. února 2018 jako čtvrtý a předposlední ženský závod v alpském lyžování jihokorejské olympiády na sjezdovce lyžařského střediska Čongson, ležícího v okresu Pchjongčchang. Start se uskutečnil v 11.00 hodin místního času. Do závodu nastoupilo 39 sjezdařek z 20 zemí.
Obhájkyněmi zlata byly Švýcarka Dominique Gisinová, jež ukončila lyžařskou dráhu v březnu 2015 a slovinská mistryně světa z této disciplíny Tina Mazeová, která završila závodní kariéru v lednu 2017.

## Medailistky
Olympijskou vítězkou se stala 25letá italská lyžařka Sofia Goggiová, pro níž se jednalo o první medaili zpod pěti kruhů. Bergamská rodačka se řadila k favoritkám, když vedla průběžné sezónní hodnocení sjezdařské disciplíny ve Světovém poháru, v němž celkově vyhrála devět závodů včetně předolympijského testovacího závodu na téže sjezdovce v roce 2017. Jako první Italka triumfovala v olympijském sjezdu. Zbylé tři členky italského týmu nedojely do cíle, když dvě postihl pád a třetí neprojela brankou.
Překvapivou stříbrnou medaili si odvezla 25letá Norka Ragnhild Mowinckelová, která po druhém místu v pchjongčchangském obřím slalomu získala druhý olympijský kov. Na bronzové pozici dojela rekordmanka v počtu vítězství ve Světovém poháru, Američanka Lindsey Vonnová, pro níž to byl poslední olympijský sjezd v kariéře. Navázala tak na zlato z téže disciplíny Vancouverských her 2010 a celkově si připsala třetí olympijskou medaili. V měsíci před olympiádou vyhrála tři sjezdy Světového poháru a v boji o malý křišťálový glóbus zaostávala o 25 bodů právě za Goggiaovou. Umístěním na stupních vítězů se ve 33 letech stala historicky nejstarší medailistkou alpského lyžování na olympijských hrách.
| Sjezd ženy     |                       |                        |
| Zlato          | Stříbro               | Bronz                  |
|                |                       |                        |
| Sofia Goggiová | Ragnhild Mowinckelová | Lindsey Vonnová        |
| Itálie         | Norsko                | Spojené státy americké |

## Výsledky
| P | SČ | závodnice                  | stát                   | čas     | ztráta |
| --- | -- | -------------------------- | ---------------------- | ------- | ------ |
| Zlatá medaile | 5  | Sofia Goggiová             | Itálie                 | 1:39,22 | —      |
| Stříbrná medaile | 19 | Ragnhild Mowinckelová      | Norsko                 | 1:39,31 | +0,09  |
| Bronzová medaile | 7  | Lindsey Vonnová            | Spojené státy americké | 1:39,69 | +0,47  |
| 4. | 3  | Tina Weiratherová          | Lichtenštejnsko        | 1:39,85 | +0,63  |
| 5. | 14 | Alice McKennisová          | Spojené státy americké | 1:40,24 | +1,02  |
| 6. | 2  | Corinne Suterová           | Švýcarsko              | 1:40,29 | +1,07  |
| 7. | 8  | Breezy Johnsonová          | Spojené státy americké | 1:40,34 | +1,12  |
| 8. | 13 | Michelle Gisinová          | Švýcarsko              | 1:40,55 | +1,33  |
| 9. | 15 | Viktoria Rebensburgová     | Německo                | 1:40,64 | +1,42  |
| 10. | 12 | Ramona Siebenhoferová      | Rakousko               | 1:40,98 | +1,76  |
| 11. | 6  | Kira Weidleová             | Německo                | 1:41,01 | +1,79  |
| 12. | 17 | Nicole Schmidhoferová      | Rakousko               | 1:41,02 | +1,80  |
| 13. | 4  | Tiffany Gauthierová        | Francie                | 1:41,04 | +1,82  |
| 13. | 1  | Cornelia Hütterová         | Rakousko               | 1:41,04 | +1,82  |
| 15 | 10 | Laurenne Rossová           | Spojené státy americké | 1:41,10 | +1,88  |
| 16. | 23 | Jennifer Piotová           | Francie                | 1:41,17 | +1,95  |
| 17. | 30 | Lisa Hörnbladová           | Švédsko                | 1:41,63 | +2,41  |
| 18. | 29 | Romane Miradoliová         | Francie                | 1:41,64 | +2,42  |
| 19. | 24 | Maruša Ferková             | Slovinsko              | 1:42,00 | +2,78  |
| 20. | 26 | Greta Smallová             | Austrálie              | 1:42,07 | +2,85  |
| 21. | 22 | Valérie Grenierová         | Kanada                 | 1:42,13 | +2,91  |
| 22. | 25 | Laura Gauchéová            | Francie                | 1:42,29 | +3,07  |
| 23. | 27 | Roni Remmeová              | Kanada                 | 1:42,80 | +3,58  |
| 24. | 34 | Maryna Gąsienica-Danielová | Polsko                 | 1:43,30 | +4,08  |
| 25. | 35 | Noelle Barahonová          | Chile                  | 1:44,24 | +5,02  |
| 26. | 32 | Kateřina Pauláthová        | Česko                  | 1:44,69 | +5,47  |
| 27. | 28 | Alexandra Colettiová       | Monako                 | 1:45,04 | +5,82  |
| 28. | 36 | Ania Monica Caillová       | Rumunsko               | 1:45,06 | +5,84  |
| 29 | 37 | Barbara Kantorová          | Slovensko              | 1:45,99 | +6,77  |
| 30. | 38 | Kim Vanreuselová           | Belgie                 | 1:46,51 | +7,29  |
| 31. | 39 | Elvedina Muzaferijová      | Bosna a Hercegovina    | 1:46,80 | +7,58  |
| 32 | 9  | Lara Gutová                | Švýcarsko              | DNF     | +9.99  |
| 33 | 11 | Stephanie Venierová        | Rakousko               | DNF     | +9.99  |
| 34 | 16 | Nadia Fanchiniová          | Itálie                 | DNF     | +9.99  |
| 35 | 18 | Federica Brignoneová       | Itálie                 | DNF     | +9.99  |
| 36 | 20 | Jasmine Fluryová           | Švýcarsko              | DNF     | +9.99  |
| 37 | 21 | Nicol Delagová             | Itálie                 | DNF     | +9.99  |
| 38 | 31 | Petra Vlhová               | Slovensko              | DNF     | +9.99  |
| 39 | 33 | Candace Crawfordová        | Kanada                 | DNF     | +9.99  |
| P – pořadí, SČ – startovní číslo., DNS – závodnice nenastoupila na start, DNF – nedojela do cíle, DSQ – diskvalifikována. |    |                            |                        |         |        |
| Závod odstartoval v 11.00 hodin (UTC+9).                                                                                  |    |                            |                        |         |        |